# Ghedo
Ghedo (in Somalo Gedo; in arabo غدو Ghidū) è una regione dello Stato federale dell'Oltregiuba, nel sud della Somalia.
Il capoluogo è Garba Harre.

## Storia
Dall'inizio di settembre 2024, l'Etiopia ha invaso e occupato gli aeroporti nella regione somala di Gedo: Luuq, Dolow e Bardhere.

## Province
Della regione fanno parte le seguenti province:
- Bardera
- Beled Hawo
- El Uach
- Dolo
- Garbaharey
- Luuq
- Burdhubo